# Битва при Геборе
Битва при Геборе — битва Пиренейской войны между испанской и французской армиями. Она произошла 19 февраля 1811 года, к северо-западу от Бадахоса (Испания), где находившиеся в меньшинстве французские войска разгромили и чуть было не уничтожили испанскую армию из Эстремадуры.
В попытке помочь вывести армию маршала Андре Массены из Португалии, где она увязла перед оборонительными линиями Торрес-Ведрас, маршал Никола Жан де Дьё Сульт возглавил часть французской Южной армии при переходе из Андалусии в соседний испанский регион Эстремадура и осуществил осаду важного города-крепости Бадахос. Герцог Веллингтон и генерал-капитан Испании Педро Романа послали большую испанскую армию, чтобы снять осаду. Романа, однако, умер до того, как армия отправилась в путь, и командование перешло к генералу Габриэлю де Мендисабалю Ираэте. При поддержке небольшой группы португальской кавалерии испанцы достигли города и разбили лагерь на близлежащих высотах Сан-Кристобаль в начале февраля 1811 года.
После того, как Мендисабаль проигнорировал инструкции Веллингтона и не смог как следует укрепиться, Сульт воспользовался уязвимым положением испанцев и послал небольшую группу, чтобы атаковать их. Утром 19 февраля французские войска под командованием маршала Эдуарда Мортье быстро разгромили испанскую армию, уничтожив 1000 человек и взяв 4000 солдат противника в плен, потеряв при этом только 400 человек. Победа позволила Сульту сконцентрироваться на своём нападении на Бадахос, который перешёл к французам 11 марта и оставался в их руках до следующего года.

## Предыстория
Несмотря на частичную победу над Массеной в Португалии в битве при Буссако в сентябре 1810 года, из-за манёвров Массены герцог Веллингтон был вынужден отступить за обширные линии Торрес-Ведрас — серию фортов, защищавших португальскую столицу Лиссабон. К 10 октября 1810 года только британская Лёгкая дивизия Кроуфорда и несколько кавалерийских патрулей оставались вне оборонительных рубежей, в то время как Португальская армия Массены сосредоточилась вокруг Собрала, по-видимому, готовясь атаковать линии. После ожесточенной перестрелки 14 октября французы предпочитали окапываться, а не вести полномасштабную атаку, оставаясь в укрытиях в течение месяца, прежде чем отступить на позицию между Сантареном и Риу-Майором.
Наполеон уже ранее отправлял послания командующему Армией Юга маршалу Сульту, призывая его направить помощь Массене в Португалию. Тем не менее, приказы императора, которые требовали оправки лишь небольших сил, были основаны на устаревших разведданных, и к тому времени, когда Сульт получил их, ситуация значительно изменилась. Теперь между французской армией и португальской столицей находились тридцать тысяч солдат союзников и шесть крупных крепостей, делая атаку на Лиссабон практически невозможной. Тем не менее, вынужденный действовать, Сульт вместо этого собрал армию из 20 000 человек, в основном из 5-го корпуса, и отправился в Эстремадуру, чтобы захватить испанскую крепость в Бадахосе, тем самым отвлекая часть союзных войск от Массены и линий Торрес-Ведрас.
Сульт разделил свою армию на две колонны и двинулся на Эстремадуру через два главных перевала, ведущих из Андалусии в долину Гвадианы, намереваясь воссоединить их в Альмендралехо. Одна из колонн, которой командовал генерал Мари Виктор Латур-Мобур, встретила небольшое сопротивление на своём марше; 3 января 1811 года колонна столкнулась с испанской и португальской кавалерией численностью примерно в 2500 человек около Усагре, но эти силы были лишь ширмой, прикрывающей отступление за Гвадиану испанской пехотной дивизии под командованием генерала Мендисабаля. Поэтому Латур-Мобур смог занять позицию рядом с Альмендралехо и дождаться прибытия второй французской колонны.
Вторая колонна под командованием Сульта, в составе которой находилась, среди прочих, дивизия V корпуса под командованием генерала Оноре Газана, сопровождала французские осадные орудия, и поэтому должна была идти в Эстремадуру по более длинному, но и более легкопроходимому маршруту. Плохая погода и дезертирство испанских кучеров привели к тому, что артиллерийский обоз отделился от сопровождающей пехоты. Положение ещё более осложнилось, когда колонне начали угрожать 5000 испанских солдат под командованием генерала Франсиско Бальестероса. Столкнувшись с маршалом Мортье, Бальестерос отступил, не понеся существенных потерь, но остался угрозой для арьергарда французской колонны. По этой причине Сульт приказал пехоте Газана отвлечь испанские войска и защитить задержавшиеся осадные орудия, а сам продолжил путь к Альмендралехо со своей кавалерией. В результате Сульт, наконец, присоединился к Латур-Мобуру 6 января, имея лишь небольшую часть своей первоначальной колонны при полном отсутствии тяжёлой артиллерии.

## Перед битвой
Сульт не мог осадить имеющимися у него войсками столь сильную крепость, как Бадахос, и поэтому изменил свои планы. Отправив свою лёгкую кавалерию под командованием бригадного генерала Андре Бриша на захват Мериды и оставив четыре эскадрона драгунов в Ла-Альбуэре для наблюдения за гарнизоном в Бадахосе, он отправился с остальной частью своей армии, чтобы осадить Оливенсу. Ранее Веллингтон посоветовал генералу Педро Каро де ла Романе, командующему испанской армией Эстремадуры, либо разрушить укрепления в Оливенсе, либо восстановить их и полностью укомплектовать войсками; Романа, в свою очередь, приказал Мендисабалю разрушить крепость, но тот проигнорировал приказ, и вместо этого усилил гарнизон четырьмя пехотными батальонами. Поэтому Сульт, прибывший 11 января, обнаружил, что крепость, хотя и защищается гарнизоном, мало пригодна для обороны. Тяжёлая французская артиллерия, наконец, начала прибывать 19 января, и к 22 января плохо отремонтированная брешь в стене крепости была вновь пробита. Гарнизон сдался 23 января, и более 4000 испанских солдат из армии Эстремадуры были взяты в плен.
Сульт оказался теперь в трудном положении: хотя у него был большой (4000) конный контингент, отправка двух батальонов для сопровождения пленных, захваченных в Оливенсе, обратно в удерживаемую французами Севилью, оставляло ему для продолжения кампании всего 5500 пехотинцев. Более того, хотя его осадный обоз начал прибывать, отсутствие пехотной дивизии Газана сильно ослабило его армию. Несмотря на эти проблемы, Сульт решил осадить Бадахос в надежде, что Веллингтон отправит туда подкрепление и тем самым сократит силы союзников, противостоящие Массене на линиях Торрес-Ведрас. 26 января Сульт подошёл к Бадахосу, отправив Латур-Мобура с шестью кавалерийскими батальонами через Гвадиану для блокирования северного подхода к крепости, и к 27 января началась первая осада Бадахоса. 3 февраля дивизия Газана вновь присоединилась к армии Сульта, увеличив силы осаждавших на 6000 человек.
Тем временем Мендисабаль, отправив два батальона для усиления гарнизона в Бадахосе, отступил к португальской границе. Ослабленный поражением в Оливенсе и отсутствием Бальестероса, он запросил у Романы подкрепление, получив в итоге 14 января 1800 человек, отправленных из Абрантиша под командованием Карлоса де Эспанья. Кроме того, 19 января с линий Торрес-Ведрас было отправлено около 6000 военнослужащих, которые прибыли в Элваш десять дней спустя. Когда эти силы объединились с оставшимися у Мендисабаля 3000 пехотинцами, испанской кавалерийской дивизией и бригадой португальской кавалерии, у союзников для противостояния Сульту образовалась армия почти в 15 000 человек, командовать которой предполагалось Романе. Романа, однако, умер 23 января от аневризмы, и командование армией перешло к Мендисабалю.
Перед своей внезапной смертью Романа встретился с Веллингтоном и согласовал план кампании. Согласно ему армия должна была укрепиться на вершинах Сан-Кристобаля; правый фланг защищался фортом Сан-Кристобаль, фронт прикрывался Геборой и рекой Гвадиана, левый фланг охранялся крепостью в Кампу-Майор, а Элваш защищал тыл. Хотя Мендисабаль, принявший командование и прибывший 5 февраля на северный берег Гвадианы, знал об этом плане, он полностью его проигнорировал. Вместо этого он разместил бо́льшую часть своей пехоты в Бадахосе, оставив лишь небольшую группу пехоты и кавалерии ниже Сан-Кристобаля. 7 февраля Мендисабаль начал мощную атаку на занятых осадой французов: португальская кавалерия при поддержке небольшой группы пехотинцев инсценировала нападение на левое крыло французов, в то время как основные силы в 5000 человек атаковали правое крыло. Испанцы под командованием де Эспанья прорвались через первый эшелон французов, вступили в бой с одной из бригад генерала Жана-Батиста Жирара, и были отброшены только тогда, когда Мортье послал несколько батальонов на помощь. Де Эспанья отступил в Бадахос, потеряв 650 человек; потери французов составили 400 человек.
9 февраля Мендисабаль вывел большинство своих людей из Бадахоса, оставив гарнизон в 7000 человек. 9000 пехотинцев полевой армии обосновались на высотах Сан-Кристобаль, в то время как 3000 кавалеристов расположились позади них на равнинах Кайя. Испанский командующий снова проигнорировал план Веллингтона, не вырыв укрепления на высотах, и не послав кавалерийский заслон, который бы защитил его фронт и контролировал передвижения французов. Сульт, однако, в течение следующих нескольких дней в основном игнорировал испанскую армию, вместо этого сосредоточившись на наращивании осадных линий и нанесении ударов по Бадахосу. Проливные дожди затопили реки Гвадиана и Гебора, сделав их непроходимыми, так что в период с 11 по 18 февраля французы смогли обстреливать только южную часть испанских шеренг, оттесняя испанцев от Бадахоса и препятствуя защите форта Сан-Кристобаль.

## Битва
К полудню 18 февраля дожди стихли, и снизившийся уровень воды позволил устроить переправу через реку Гебора. В тот же вечер Сульт отправил девять пехотных батальонов, три кавалерийских эскадрона и две артиллерийские батареи под командованием Мортье на северный берег через реку Гвадиана. После присоединения к ним шести кавалерийских полков под командованием Латур-Мобура, французы теперь имели 4500 пехотинцев, 2500 кавалеристов и 12 пушек, готовых атаковать испанцев на рассвете 19 февраля. Из-за сильного тумана тем утром Мендисабаль не знал о приближении французов, пока его аванпост, находящийся всего в миле от его фронта, не был отброшен пехотой Мортье, наступавшей на Гебору. В то же время гусары, посланные Латур-Мобуром в обход левого фланга испанцев, сумели незаметно занять высоты на севере, и напали на один из ничего не подозревающих полков испанцев.
Мортье продемонстрировал своё тактическое мастерство в развёртывании небольших сил: он отправил всю свою кавалерию на север, чтобы атаковать испанцев слева; три батальона были отправлены на юг между фортом в Сан-Кристобале и правым крылом испанцев; оставшиеся шесть пехотных батальонов напали на испанский фронт. Когда туман рассеялся, французская лёгкая кавалерия под командованием Бриша заняла высоту и атаковала левый фланг испанцев, а Латур-Мобур с тремя полками драгун атаковал объединённую испанскую и португальскую кавалерию на равнинах Кая. Несмотря на своё численное превосходство, всадники союзников проигнорировали приказы и сразу же сбежали в сторону Элваса и Кампу-Майор. Они избежали разгрома главным образом потому, что Латур-Мобур проигнорировал их и вместо этого направил свою конницу против испанских пехотинцев.
Нападение на правый фланг испанцев не было столь успешным. Поскольку туман рассеялся, испанцы могли видеть меньшую численность противника. К моменту появления французской кавалерии мушкетный поединок между двумя сторонами только начался; лёгкая кавалерия приближалась со стороны возвышения, в то время как драгуны Латур-Мобура наступали сзади. В ответ Мендисабаль перестроил свои войска в два огромных каре, поддерживаемые артиллерией; поначалу они успешно противостояли французской кавалерии, но в конечном итоге стали лёгкой целью для французской пехоты и артиллерии. По воспоминаниям одного испанского пехотинца:
Их артиллерия игралась с нами самым ужасным образом, пока наше каре не превратилось сначала в овал, а затем в бесформенную массу, которую кавалерия пронзила насквозь и взяла в плен.
 Легкая кавалерия Бриша, таким образом, без особых трудностей прорвалась через два испанских каре, и битва была фактически окончена. Несколько испанских полков рассеялись; многие сдались; другие объединились, чтобы пробиться к Бадахосу или к португальской границе.

## Последствия
Битва стала серьёзной неудачей для англо-испанско-португальских союзников; Веллингтон ранее предупреждал испанских генералов, что армия Эстремадуры была «последним войском, которым обладает их страна», а позже писал, что «поражение Мендисабаля — величайшее несчастье, никем ранее не ожидаемое, но тем не менее случившееся с нами». Армия была практически уничтожена; хотя 2500 пехотинцев бежали в Бадахос, и чуть меньшее количество в Португалию, около 1000 испанцев были убиты или ранены, 4000 были взяты в плен, 17 пушек были потеряны. Французы, со своей стороны, понесли лишь незначительные потери. Первоначально Сульт сообщил о 30 убитых и 140 раненых, но в итоге эти цифры были увеличены примерно до 400 человек, в основном из кавалерии.
Мендисабаль, отстранённый от командования и совершенно униженный, просил отправить его служить простым рядовым; его просьба была удовлетворена. После того, как он отличился в битве при Ла-Альбуэра в мае 1811 года, он был восстановлен судом в звании командующего 7-й армией (Séptimo Exército).
Сульт теперь был свободен продолжать свою осаду Бадахоса; хотя после прибытия солдат из разбитой армии Мендисабаля городской гарнизон теперь составлял около 8000 человек, 11 марта он всё-таки пал. Веллингтон затем отправил большой англо-португальский корпус под командованием сэра Уильяма Бересфорда, чтобы отбить этот важный город-крепость, и к 20 апреля началась вторая осада Бадахоса. Попытка французов снять осаду привела 16 мая к кровопролитной битве при Ла-Альбуэра, во время которой мощный союзнический корпус Бересфорда смог продолжить осаду, но едва сумел сдержать численно превосходящую его французскую армии, которой снова командовал Сульт. Однако когда французская Армия Португалии, теперь под командованием маршала Огюста Мармона, и Армия Юга соединились, объединённые французские силы из более чем 60 000 человек вынудили Веллингтона 20 июня снять осаду и отвести осадную армию в 44 000 человек обратно в Элваш. Таким образом, Бадахос остался в руках французов до следующего года, когда союзники, наконец, не отбили его после битвы при Бадахосе.